# Charlotte Rampling
Charlotte Rampling (Sturmer, Essex, 5. veljače 1946.) je britanska glumica.
Rođena je u Sturmeru u Essexu, kao kćer slikarice Anne Isabelle i Godfreya Ramplinga, vojnog časnika i atletičara koji je osvojio zlatnu medalju na Olimpijskim igrama u Berlinu u utrci 4x400 m. Pohađala je Jeanne d'Arc Académie pour Jeunes Filles u Versaillesu i St. Hilda's School u Hertfordshireu. U mladosti fotomodel, prvi puta se pojavljuje na filmu 1965., u manjoj epizodnoj ulozi u komediji The Knack …and How to Get It. Iduće je godine nastupila u filmu Georgy Girl, što je bio početak uzleta njene karijere u engleskoj i francuskoj kinematografiji. Često je prihvaćala kontroverzne uloge, kao u filmovima 
Götterdämmerung (1969.) Luchina Viscontija, ili Il Portiere di notte (1974.) Liliane Cavani. Uspjeh kod američke publike postiže remakeom Chandlerove detektivske priče Farewell, My Lovely (1975.), i kasnije sa Sjećanjima na zvjezdanu prašinu (1980.) Woodyja Allena, te posebno hvaljenom dramom The Verdict (1982.) Sidneyja Lumeta. 1990-ih se uglavnom posvećuje televizijskim filmovima, dok od 2000. češće glumi u filmskim produkcijama, među kojim se ističu filmovi Sous le sable (2000.), Swimming Pool (2003.) i The Duchess (2008.).
O svom odabiru uloga, Charlotte Rampling kaže: "Uglavnom ne snimam filmove da bih zabavila ljude. Odabirem one uloge koje me potiču da probijem vlastite limite. Potrebe za uništavanjem, kažnjavanjem i ponižavanjem ili potčinjavanjem, naizgled su glavni sastojci ljudske prirode, te sigurno veliki dio seksa. Da bi se otkrilo što znači normalno, morate zaploviti strujom nastranosti."

## Izabrana filmografija
- Georgy Girl (1966.)
- Götterdämmerung (1969.)
- Il Portiere di notte (1974.)
- Farewell, My Lovely (1975.)
- Stardust Memories (1980.)
- The Verdict (1982.)
- Sous le sable (2000.)
- Swimming Pool (2003.)
- The Duchess (2008.)
- Londonski špijun (2015.)

## Vanjske poveznice
- Charlotte Rampling u internetskoj bazi filmova IMDb-u (engl.)
- Neslužbeni fan-site charlotterampling.net   Arhivirana inačica izvorne stranice od 11. veljače 2016. (Wayback Machine)